# Tridentsko tyrolská autonomistická strana
Tridentsko tyrolská autonomistická strana (italsky Partito Autonomista Trentino Tirolese, zkratka PATT) je italská regionální politická strana působící v autonomní provincii Trentino (Tridentsko). Strana usiluje o vytvoření Autonomního evropského regionu Tyrolsko, jenž by zahrnoval Trentino, Jižní Tyrolsko i rakouskou část Tyrolska. Kromě toho akcentuje sociální politiku.
Založena byla roku 1948 jako Tridentsko tyrolská lidová strana; po sérii rozkolů se v roce 1988 znovusjednotila pod současným názvem. Představuje stabilního hráče na regionální politické scéně. Je neformálně pobočkou Jihotyrolské lidové strany v Trentinu, se kterou pravidelně kandiduje v parlamentních volbách. PATT je také tradiční spojencem italské středolevice.